# Ай-Петринська яйла (заказник)
Ай-Петринська яйла — ландшафтний заказник місцевого значення, розташований на північ від села Оползневе Ялтинської міськради, АР Крим. Створений відповідно до Постанови ВР АРК № 126-6/10 від 22 грудня 2010 року.

## Загальні відомості
Площа 1795 га, розташований на північ від села Оползневе Ялтинської міськради.
Заказник розташований у західній частині масиву Ай-Петринської яйли і включає північні схили гори Морчека, вершини Таш-Баїр, Борсук-Бурун, центральну частину Тарпанбаїрського хребту і урочище Сари-Коль.
Заказник створений із метою охорони та збереження унікальних ландшафтних комплексів яйли, вивчення природних процесів і явищ, які мають особливу наукову, естетичну та природоохоронну цінність.